# Peter Gojniković
Peter Gojniković (srbsko Петар Гојниковић, Petar Gojniković, grško starogrško Πέτρος, Pétros) je bil srbski knez iz dinastije Vlastimirović, ki je vladal od leta 892 do 917, * okrog 870, † 917. 
Bil je sin Gojnika  Vlastimirovića, najmlajšega sina kneza Vlastimirja (vladal 831-851), ustanovitelja prve srbske vladarske dinastije. Vladal je v razširjeni srbski kneževini Raški in zmagal v več vojnah z drugimi člani svoje družine, ki so se potegovali za srbski krono.  Bil je prvi srbski vladar z neslovanskim (krščanskim) imenom.

## Mladost
Rojen je bil med letoma 870 in 874. Njegovo bizantinsko krščansko ime se razlikuje od poganskih imen njegovih prednikov, kar kaže, da se je med Srbi razširilo krščanstvo. Ob njegovem rojstvu je v Srbiji vladala oligarhija bratov Mutimirja, Gojnika in  Strojimirja, sinov kneza Vlastimirja, v kateri je imel glavno besedo najstarejši brat Mutimir. V 880. letih si je prestol prilastil Mutimir in mlajša brata in Strojimirjevega sina Klonimirja, verjetno zaradi izdaje,  izgnal v Bolgarijo. Gojnikovega  sina Petra je iz političnih razlogov   obdržal na svojem dvoru. Peter je kmalu zatem pobegnil h knezu Branimirju na Hrvaško.

## Državljanske vojne
Mutimir je leta 890 ali 891 umrl in prestol  zapustil svojemu najstarejšemu sinu Pribislavu. Po letu njegove vladavine se je Peter leta 892 vrnil, ga porazil in sam zasedel srbski prestol. Pribislav je z bratoma Branom in Štefanom  pobegnil na Hrvaško. Bran se je leta 894  vrnil in se neuspešno uprl Petru. Po porazu so ga oslepili, s čimer so ga po bizantinski tradiciji zaradi invalidnosti izločili iz tekme za prestol. Leta 896 se je iz Bolgarije vrnil Klonimir in s podpora kneza Borisa I. napadel Srbijo. Zavzel je pomembno trdnjavo Dostiniko (Drsnik  v občini Klina, Kosovo). Kasneje je bil poražen in ubit.

## Zavezništvo z Bolgari
Po več spodletelih poskusih drugih Vlastimirovićev, tudi tistih, ki so jih podpirali Bolgari, je bolgarski knez Simeon I. priznal Petra za srbskega vladarja in ga vzel pod svojo zaščito. Sledilo je dvajsetletno obdobje miru in srbsko-bolgarskega zavezništva (897–917). Peter verjetno ni bil zadovoljen s podrejenim položajem in je morda sanjal o neodvisnosti. Njegov položaj in nasledstvene vojne s tremi vejami Vlastimirjevih sinov so odigrale ključno vlogo v prihajajoči bolgarsko-bizantinski vojni.
V tem času se je v Srbiji domnevno začelo širiti krščanstvo. Ker je Srbija mejila z Bolgarijo, so misijonarji prišli verjetno prav od tam.
Po podatkih v De Administrando Imperio (O upravljanju cesarstva) cesarja Konstantina VII. Porfirogeneta je Peter vladal pod suverenostjo bizantinskega cesarja Leona VI. v dvajset  let trajajočem miru z Bolgari.

## Bolgarsko-bizantinska vojna, širjenje proti zahodu in smrt
11. maja 912 je bizantinski cesar Leon VI. Modri umrl. Nasledil ga je brat Aleksander III., ki je bil nepriljubljen, bolan in morda alkoholik. Vladal je do svoje smrti 6. junija 913. Njegova smrt je bila idealna priložnost za Simeona I. Bolgarskega, ki je z vojsko čakal v Trakiji, da napade Bizantinsko cesarstvo. Avgusta 913 se je z vojsko pojavil pred konstantinopelskim obzidjem  in zahteval bizantinsko krono. Simeon je bil za razliko od Borisa I. šolan v Konstantinoplu in je imel bizantinsko ideologijo. Pričakoval je,  da bo kot rimski cesar vladal združenemu bolgarsko-bizantinskemu cesarstvu.  Patriarh Nikolaj Mistik je priznal Simeona za bolgarskega  cesarja in poročil njegovo hčerko  s Konstantinom VII.. Februarja 914 je Konstantinova mati Zoa Korbonopsina imenovala Nikolaja za regenta in mu dovolila, da je ostal na položaju patriarha.  Skupaj sta preklicala Simeonov cesarski naslov in  poroko. Odločitev je Simeona raztogotila in je sklenil osvojiti Trakijo. Bizantinci so bili prisiljeni poiskati zaveznike, zato so poslali delegacije k Ogrom, Pečenegom in Srbom.
Peter, ki je mel kot bolgarski vazal zavarovane svoje vzhodne meje, se je obrnil proti zahodu, da bi prevzel oblast v tamkajšnjih slovanskih kneževinah.  Porazil je Tišemirja Bosanskega in priključil dolino Bosne. Potem je začel prodirati v dolino Neretve in priključil Neretvane in, zgleda, naletel na odpor vladarja Zahumlja (s Trebinjem in večino Duklje) Mihaela Viševića, ki je bil pomemben bolgarski zaveznik. Peter  se je na Neretvi srečal z draškim strategom Leonom Rabduhusom, ki mu je ponudil denar in večjo neodvisnost  v zameno za poveljevanje vojski, v kateri so bili tudi Turki in Ogri, ki bi napadla Simeona.  Peter se je s ponudbo verjetno strinjal, kar pa ni povsem dokazano. Ko je Mihael Višević izvedel za možno zavezništvo Srbov in Bizantincev, je na to opozoril Simeona.
Leta 917 je bizantinska vojska pod poveljstvom Leona Fokasa Mlajšega napadla Bolgarijo in bila v bitki pri Aheloju 20. avgusta 917 prepričljivo  poražena.  Simeon je po zmagi poslal vojsko pod poveljstvom Branovega sina Pavleta v Srbijo, da bi zasedel srbski prestol, vendar mu to ni uspelo.   Simeon je nato v lov na Petra, ki ga je vezala prisega zvestobe,  poslal generala Marmaisa in Teodorja Sigrica. Generala sta ga ujela in privedla v Bolgarijo, kjer so ga vrgli v ječo. Manj kot leto kasneje je umrl. Pokopali so ga v cerkvi sv. Petra in Pavla v srbski prestolnici Stari Ras. Simeon je za njegovega naslednika imenoval Branovega sina Pavleta.